# Luis Roberto Alves
Luis Roberto Alves dos Santos Gavranić, detto Zague o Zaguinho (Città del Messico, 23 maggio 1967), è un ex calciatore messicano, di ruolo attaccante.

## Carriera
Il suo debutto nell'America è stato il 1º novembre 1985, giocando contro l'Università di Guadalajara e il primo gol fu contro il Puebla, nello stadio Cuauhtémoc. Il suo ultimo gol è stato contro il Cruz Azul nel trimestre finale del torneo dell'estate 1998, gol, che è servito per l'eliminazione del Cruz Azul e il pass per le semifinali dell'America. Era il 19 aprile 1998, l'America passò il turno per 2-1.

## Palmarès

### Nazionale
- Gold Cup: 1

1993

### Individuale
- Capocannoniere della CONCACAF Gold Cup: 1

1993 (11 gol)